# 玉山北々峰
玉山北々峰（ぎょくざんほくほくほう）は台湾南投県信義郷にある山。標高3,833m。玉山群峰の最北端に位置し、「北々峰」とも呼ばれる。

## 概要
2013年10月16日に中興航空所属のB-77009機が玉山北々峰付近の山間部に墜落し、乗組員3人全員が死亡した。